# FeedDemon
FeedDemon – czytnik kanałów informacyjnych RSS na licencji (adware) zaprojektowany przez Nicka Bradbury’ego, znanego twórcy edytora HTML HomeSite. Prawa do programu odkupiła firma NewsGator.
FeedDemon jest jednym z najbardziej zaawansowanych funkcjonalnie programów w swojej klasie. Cechy charakterystyczne to:
- Obsługa polskich liter
- Rozpoznawanie kanałów na stronie
- Zbiorczy import i eksport kanałów zapisanych w pliku OPML
- Kategoryzacja kanałów na liście
- Wbudowany podgląd wiadomości – Internet Explorer i, opcjonalnie, Mozilla Gecko
- Obsługa formatów RSS/Atom
- Wyszukiwarka wiadomości
- Śledzenie wiadomości zawierających wyrazy kluczowe (Tropiciele)
- Aktualizacja pojedynczych kanałów, całych kategorii lub wszystkich definicji
- Filtrowanie i sortowanie wiadomości
- Predefiniowane kanały dla początkujących użytkowników
- Usuwanie starych wiadomości według zadanego schematu
- Synchronizacja z Google Reader

Program jest dostępny (czerwiec 2010) w wersji 3.1.0.30.